# Puerto Montt
Puerto Montt és una ciutat del sud de Xile, capital de la província de Llanquihue i de la Regió de Los Lagos. Té una població de 175.938 habitants (cens 2002) i una superfície de 1.673 km². Segons estimacions de l'INE per a l'any 2010 el municipi tindria 230.000 habitants. Actualment el municipi acull a un 27% (aproximat) de la població total de la Regió de Los Lagos, l'11,39% de la qual correspon a població rural i 88,61% a població urbana.
Se situa enfront de la badia de Reloncaví i és en una cruïlla important de vies de comunicació, ja que és el punt de partida de la Carretera Austral que porta fins a la Terra del Foc a través de la Patagònia. Compta també amb una badia protegida en el seu costat de ponent per l'Illa Tenglo. Constitueix així un nexe amb les regions australs del General Carlos Ibáñez del Campo (XI Regió) i Regió de Magallanes i de l'Antàrtica Xilena (XII Regió). Per la seva ubicació estratègica, aquesta ciutat és el punt de partida per al desplaçament cap als llocs i atraccions turístiques del sud de Xile, a més el seu important port marítim connecta a la resta del país amb les regions més australs, a més del seu aeroport internacional Base Aerea El Tepual, segon en importància del país, amb els principals terminals aeris de Xile. Integra al costat de les comunas de Cochamó, Maullín i Calbuco el Districte Electoral N° 57 i pertany a la 17a Circumscripció Senatorial (Els Llacs sud).

## Clima
El clima de Puerto Montt és un dels més plujosos del món i s'inscriu plenament en la dinàmica del corrent permanent de vents de ponent que rodegen l'Antàrtida, raó per la qual rep pràcticament sense treva els fronts freds i càlids alternats que fan que el temps sigui molt variable. S'han arribat a enregistrar sèries de dies plujosos superiors a la trentena, raó per la qual aquesta zona del sud de Xile té fama per ser un dels llocs del món amb més hores de pluja al llarg de l'any.
| Estació: El Tepual — Període: 1961 a 1990 | Estació: El Tepual — Període: 1961 a 1990 | Estació: El Tepual — Període: 1961 a 1990 | Estació: El Tepual — Període: 1961 a 1990 | Estació: El Tepual — Període: 1961 a 1990 | Estació: El Tepual — Període: 1961 a 1990 | Estació: El Tepual — Període: 1961 a 1990 | Estació: El Tepual — Període: 1961 a 1990 | Estació: El Tepual — Període: 1961 a 1990 | Estació: El Tepual — Període: 1961 a 1990 | Estació: El Tepual — Període: 1961 a 1990 | Estació: El Tepual — Període: 1961 a 1990 | Estació: El Tepual — Període: 1961 a 1990 | Estació: El Tepual — Període: 1961 a 1990 | Estació: El Tepual — Període: 1961 a 1990 |
| Dato                                      | gen                                       | feb                                       | mar                                       | abr                                       | mai                                       | jun                                       | jul                                       | ago                                       | set                                       | oct                                       | nov                                       | des                                       | Prom. anual                               | Total                                     |
| ----------------------------------------- | ----------------------------------------- | ----------------------------------------- | ----------------------------------------- | ----------------------------------------- | ----------------------------------------- | ----------------------------------------- | ----------------------------------------- | ----------------------------------------- | ----------------------------------------- | ----------------------------------------- | ----------------------------------------- | ----------------------------------------- | ----------------------------------------- | ----------------------------------------- |
| T. Mínima (°C)                            | 9                                         | 9                                         | 8                                         | 6                                         | 6                                         | 3                                         | 3                                         | 3                                         | 4                                         | 5                                         | 6                                         | 8                                         | 6,4                                       | ---                                       |
| T. Mitjana (°C)                           | 14                                        | 14                                        | 12                                        | 10                                        | 8                                         | 6                                         | 6                                         | 6                                         | 7                                         | 9                                         | 11                                        | 13                                        | 10,1                                      | ---                                       |
| T. Màxima (°C)                            | 19                                        | 18                                        | 17                                        | 14                                        | 12                                        | 10                                        | 10                                        | 10                                        | 12                                        | 13                                        | 15                                        | 18                                        | 14,9                                      | ---                                       |
| Precip. (mm)                              | 90,1                                      | 93,3                                      | 98,9                                      | 143,3                                     | 234,1                                     | 223,8                                     | 228,7                                     | 208,5                                     | 145,9                                     | 120,9                                     | 111,9                                     | 103,1                                     | 150.2                                     | 1802.5                                    |